# Paraclinus fasciatus
Paraclinus fasciatus is een straalvinnige vissensoort uit de familie van slijmvissen (Labrisomidae). De wetenschappelijke naam van de soort is voor het eerst geldig gepubliceerd in 1876 door Franz Steindachner. Hij gaf aan de soort de naam Cremnobates fasciatus.
De soort komt voor in de westelijke Atlantische Oceaan, bij de Bahama's, Florida, het noorden van de Golf van Mexico, Centraal-Amerika en het noorden van Zuid-Amerika. De volwassen dieren worden tot 6,5 cm lang.